# Ruínas de São Paulo

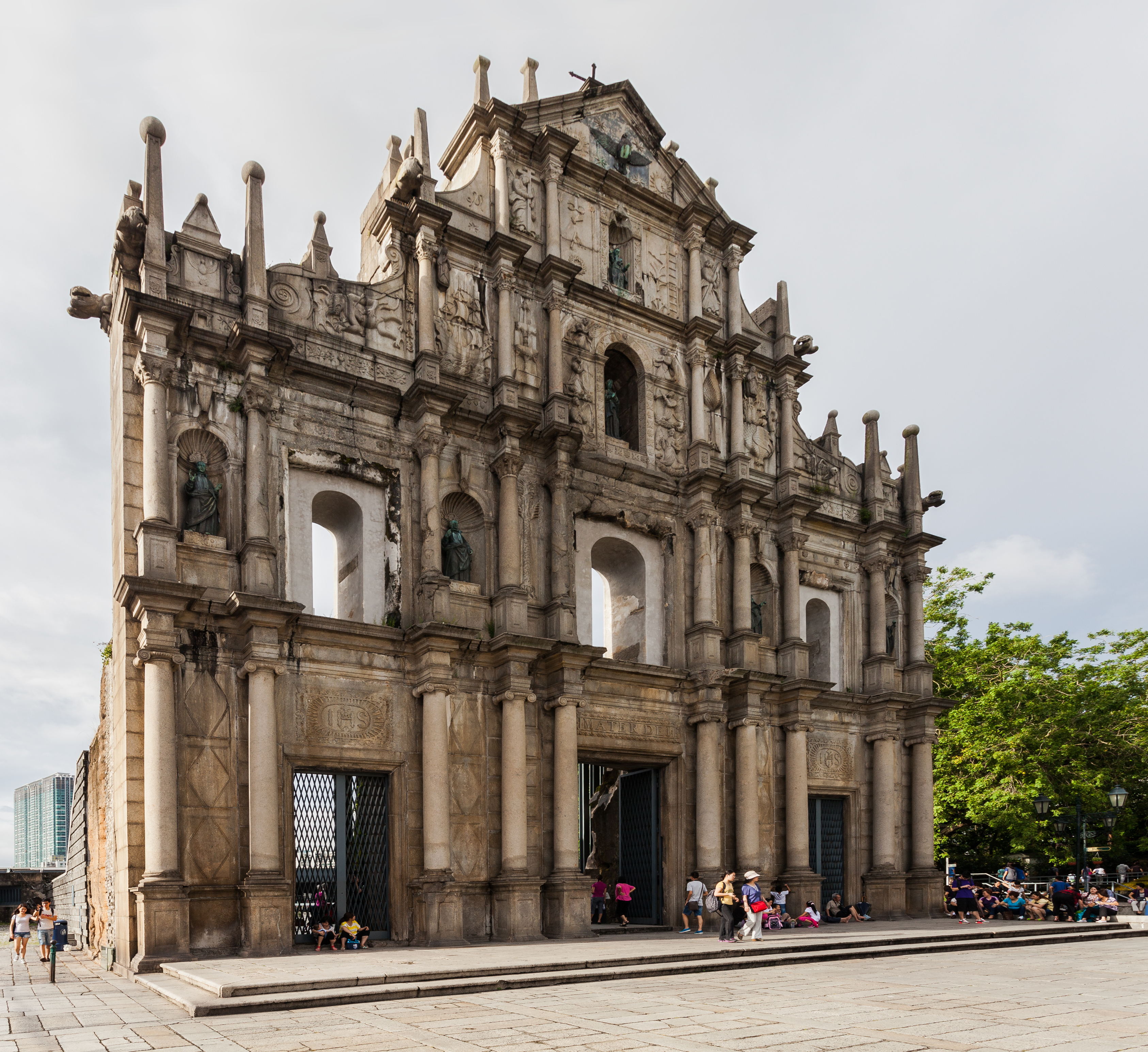
Ruínas de São Paulo. Esta fotografia mostra a imponente fachada de granito restada pela Igreja da Madre de Deus.

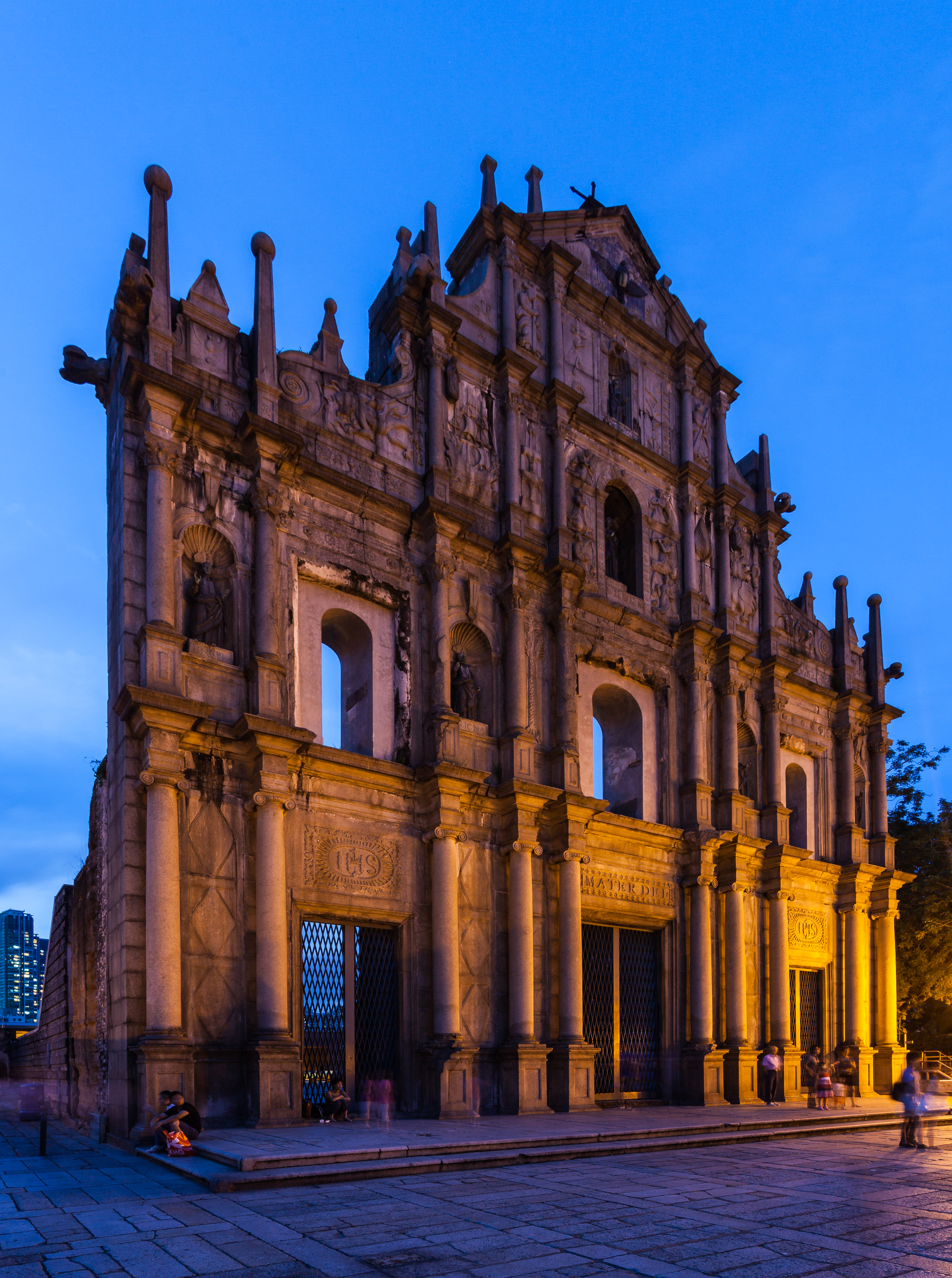
Ao pôr do sol

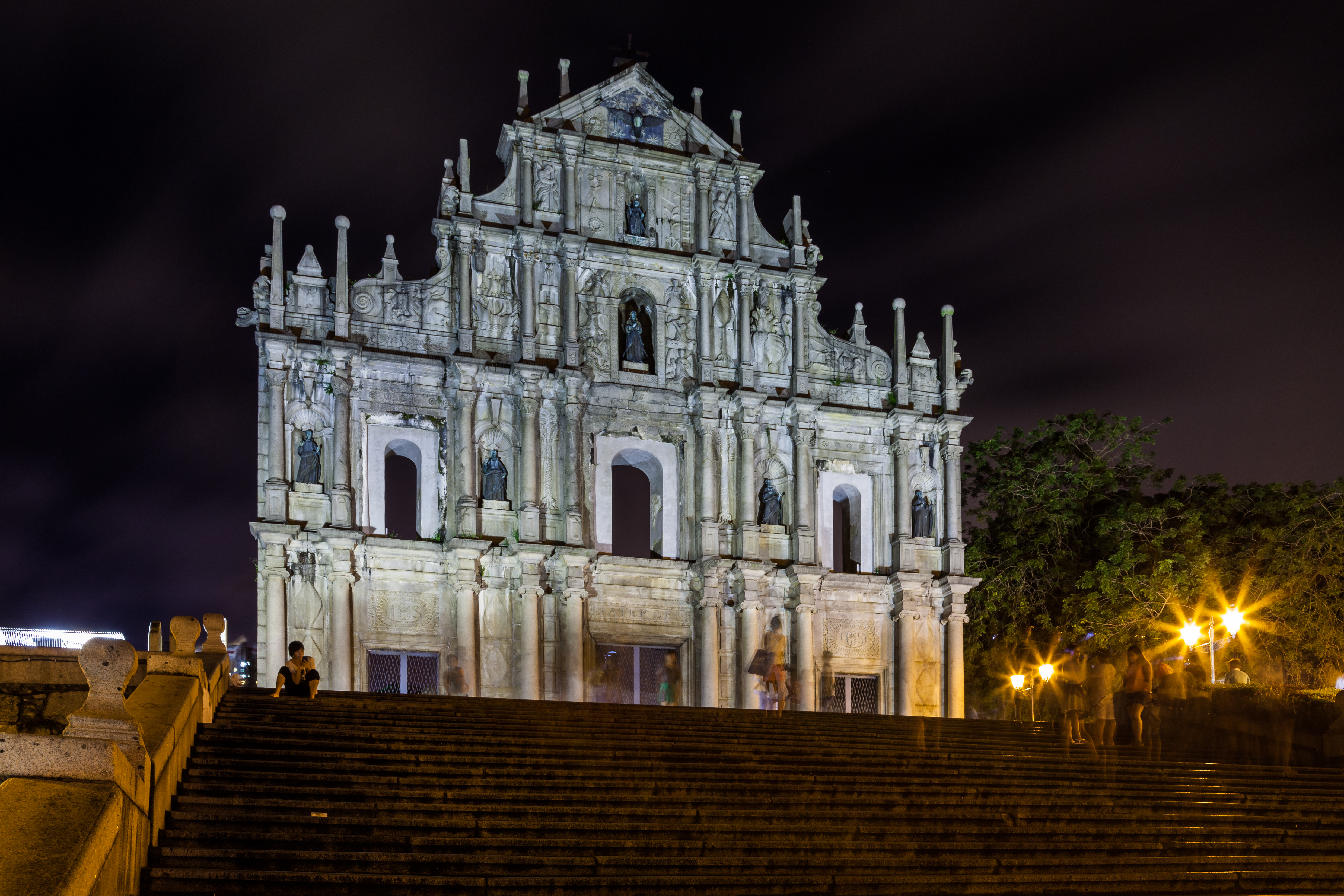
Na noite

As Ruínas de São Paulo em Macau são as ruínas da antiga Igreja da Madre de Deus e do adjacente Colégio de São Paulo, importante complexo do século XVI destruído por um incêndio em 1835. A antiga Igreja da Madre de Deus, o Colégio de São Paulo e a Fortaleza do Monte foram todas construídas pelos jesuítas e este conjunto pode ser identificado como a "Acrópole de Macau". Tudo o que resta da maior e mais bela das igrejas de Macau é a imponente fachada de granito e a escadaria monumental de 68 degraus. Em contrapartida, não restaram muitas coisas do Colégio.
As Ruínas de São Paulo, juntamente com a Fortaleza do Monte, estão incluídos na Lista dos monumentos históricos do Centro Histórico de Macau, por sua vez incluído na Lista do Património Mundial da Humanidade da UNESCO. Pode-se considerar que esta imponente estrutura é o símbolo máximo da cultura ocidental-cristã em Macau.
Segundo o "Atlas mundial de la arquitectura barroca" (uma publicação da UNESCO em 2001), a fachada da Igreja, juntamente com a Igreja de S. José, é um exemplo único da arquitectura barroca na China. As Ruínas de São Paulo são um dos melhores exemplos do valor universal excepcional de Macau.
As Ruínas de São Paulo, mais concretamente a Igreja da Madre de Deus, foram classificadas, em 2009, como uma das Sete Maravilhas de Origem Portuguesa no Mundo.

## Igreja da Madre de Deus

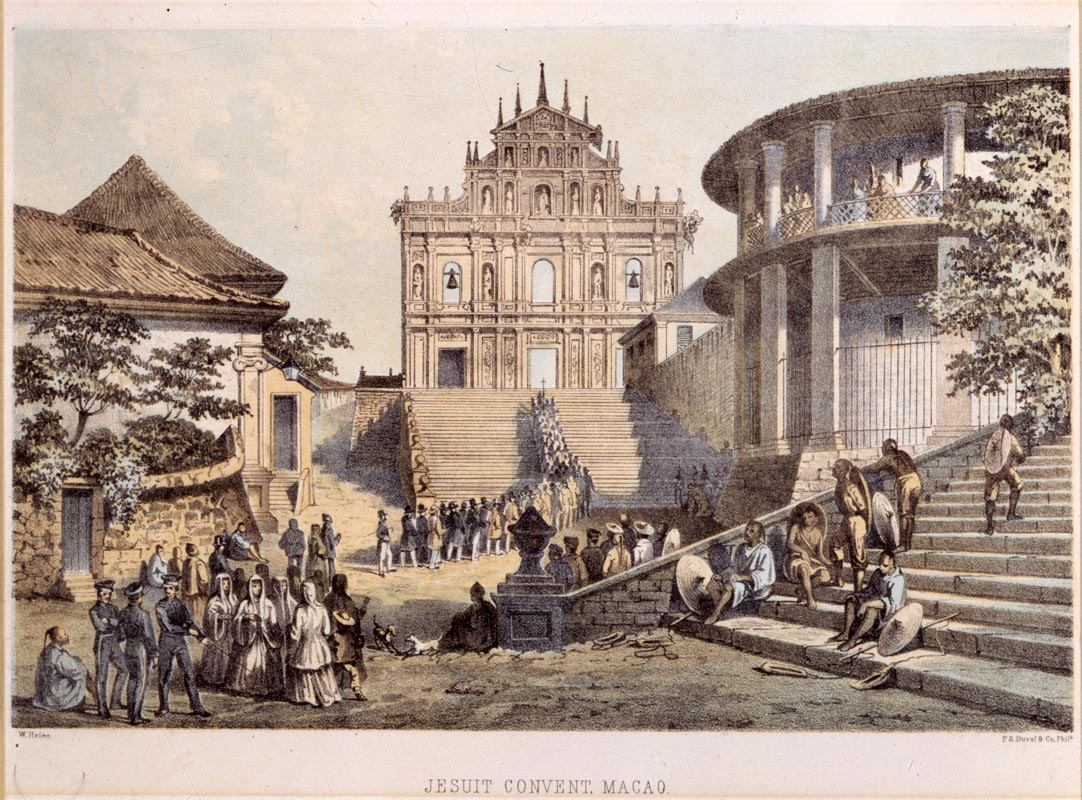
Vista da fachada da igreja por Wilhelm Heine, 1854

A Igreja da Madre de Deus, também chamada vulgarmente de Igreja de São Paulo, foi construída em 1565 em anexo ao Colégio Jesuíta de São Paulo, a primeira instituição universitária de tipo ocidental no Oriente. A igreja, excepto a fachada, era construída em taipa e em madeira e, de acordo com os registos, estava ricamente decorada e mobilada.
Em 1595 um incêndio causou algumas danificações à Igreja e ao Colégio. O colégio foi rapidamente reconstruído, mas a Igreja só acabou de ser reparada em 1602. Após as grandes reparações, ela tornou-se numa bela e grandiosa basílica. Naquela altura, ela era a maior igreja católica do Extremo Oriente e era muitas vezes chamada de "Vaticano do Oriente". Uma inscrição em latim, à esquerda da base da fachada, confirma esta data de reconstrução: "Ano de 1602, Macau dedica à Santíssima Virgem Maria". Em 1603, entrou de novo em serviço. Os jesuítas foram forçados a abandoná-la em 1762, quando foram expulsos pelas autoridades portuguesas, durante a supressão da Companhia de Jesus. Em 1835, entre as 18h00 e as 20h15, um violento incêndio, começado nas cozinhas do Colégio, alastrou-se rapidamente, destruindo completamente o Colégio e a Igreja. Apenas a elegante e grandiosa fachada de granito é que escapou à destruição. Alguns dizem que no facto de a fachada conseguir escapar à destruição foi um autêntico milagre de Deus. A Igreja nunca mais foi reconstruída.

### Descrição da fachada

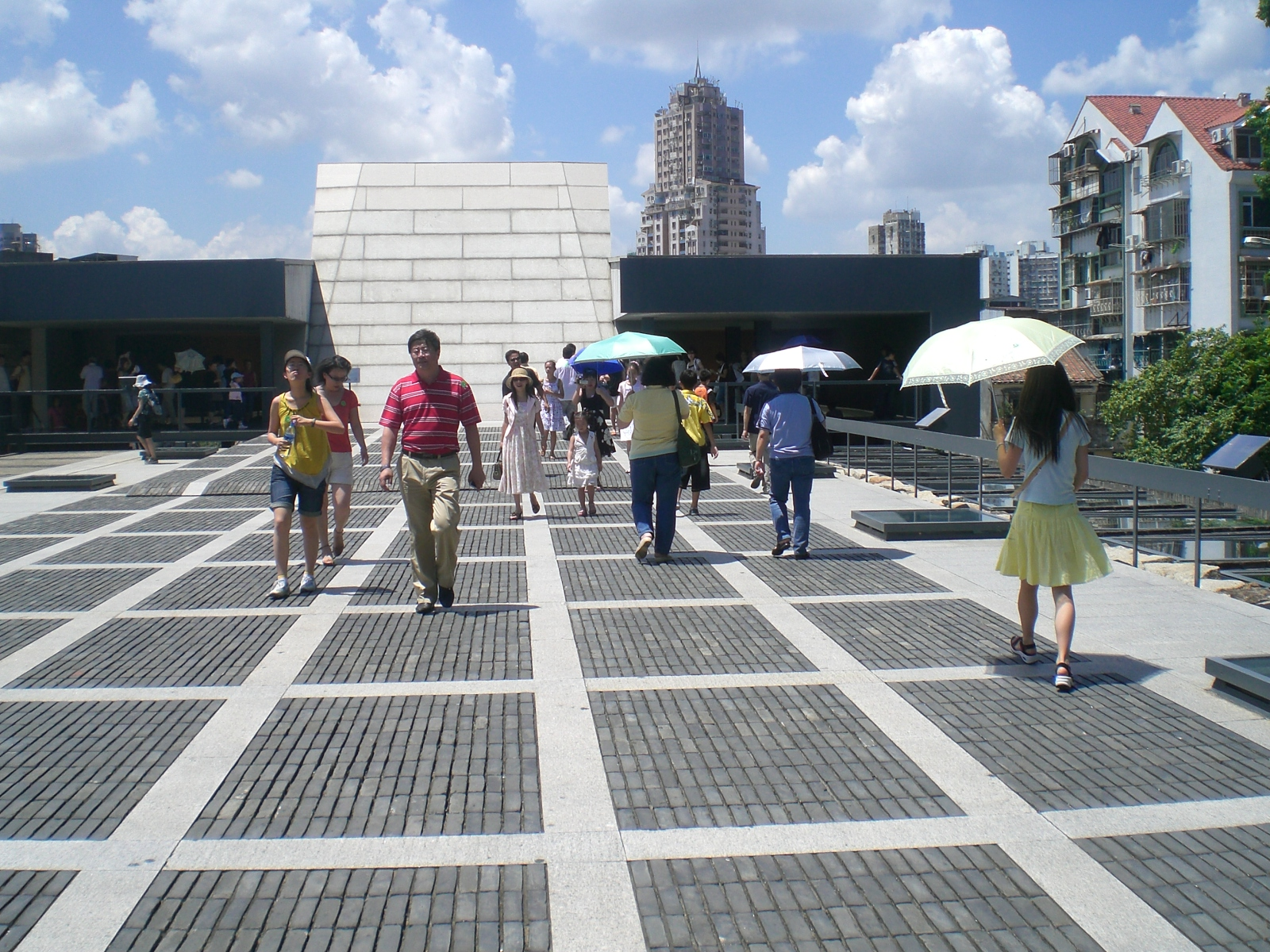
Espaço atrás da fachada com acesso ao museu

A fachada e a escadaria monumental só foram concluídas em 1640. A imponente fachada de granito foi trabalhada, durante muitos anos, por cristãos japoneses exilados e artistas locais, sob a orientação do jesuíta italiano Carlo Spinola. Tem 23 metros de largura e 25,5 metros de altura. Esta fachada foi construída com base no conceito clássico da divina ascensão, por isso está dividida em 5 níveis horizontais encimados por um frontão triangular. Cada nível da fachada representa um determinado estado da caminhada espiritual ascendente do crente ao Paraíso, que é o último estado desta longa caminhada cristã e o lugar aonde vão todos os homens que, resistindo à tentação do Diabo, conseguiram fazer a caminhada toda e alcançar a santidade. Por isso, o frontão (o quinto e último nível) simboliza a Santíssima Trindade, que vive no Paraíso.
A fachada, imponente e magnífica, é de estilo maneirista/barroco, mas também apresenta estilos da ordem jónica, da ordem coríntia e da ordem compósita. É ricamente decorada com imagens bíblicas, representações mitológicas, símbolos do Paraíso e do Mistério pascal, inscrições religiosas em chinês, crisântemos japoneses, uma caravela portuguesa, leões chineses, esculturas e estátuas de bronze com imagens dos fundadores da Companhia de Jesus (Santo Inácio de Loyola, São Francisco de Borja, São Francisco Xavier e São Luís Gonzaga), da Virgem Maria, do Menino Jesus, de anjos e de demónios. As imagens da Virgem Maria ocupam uma posição central nesta fachada, justamente porque esta fachada pertence a uma igreja que se chama "Madre de Deus" (ou "Mãe de Deus", ou seja, a Virgem Maria).
Esta fachada reflecte o estilo arquitectónico dos jesuítas e uma fusão de influências à escala mundial, regional e local. Ela é uma peça arquitectónica muito rara e apresenta elementos de influência europeia, chinesa, japonesa e de outras partes da Ásia. É considerada um verdadeiro sermão e síntese doutrinal em pedra, porque ensina as pessoas, através de imagens e de algumas inscrições em chinês e em latim, a doutrina católica e os principais ensinamentos defendidos na Contra-Reforma católica, como a transubstanciação, o papel especial da Virgem Maria na salvação, a graça, a missa, a questão da justificação, os santos, etc. Actualmente, a fachada de São Paulo é um dos símbolos e centros turísticos de Macau. Funciona também simbolicamente como o altar da Cidade.

## Colégio de São Paulo

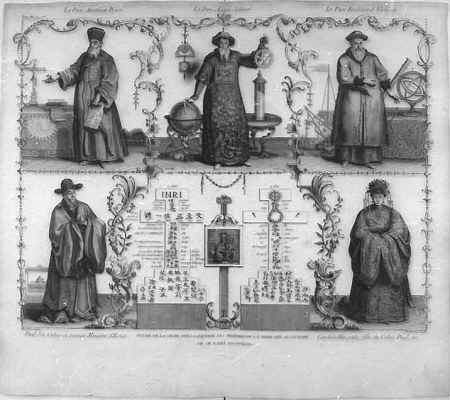
Alguns estudiosos que passaram pelo Colégio: Matteo Ricci (esquerda), Adam Schall (centro), Ferdinand Verbiest (direita); em baixo Xu Guangqi e a sua neta Candide Hiu

O Colégio de São Paulo, também conhecido como Colégio da Madre de Deus foi uma instituição de ensino universitário fundada em 1594 por Jesuítas ao serviço do império português no âmbito do acordo do Padroado. O Colégio foi a primeira instituição universitária de tipo ocidental na Ásia Oriental, contando com um programa académico extenso, equivalente ao currículo de uma universidade.
O Colégio de São Paulo de Macau foi fundado por Alessandro Valignano, quando em 1594 ampliou a antiga escola da Madre de Deus com o objectivo de criar uma escala para preparar os missionários jesuítas que viajavam para o oriente. O seu programa acadêmico incluía disciplinas fundamentais como a teologia, filosofia, matemática, geografia, astronomia, e as línguas Latim, Português e Chinês, além de uma escola de música e de artes.  Também oferecia uma instrução básica para os habitantes da cidade, ensinando-lhes coisas simples, mas muito importantes, como ler, escrever e contar.
O Colégio de São Paulo de Macau teve enorme influência na aprendizagem pioneira das línguas e culturas orientais, abrigando os primeiros sinólogos ocidentais, como Matteo Ricci, Johann Adam Schall von Bell e Ferdinand Verbiest, entre muitos estudiosos notáveis da época. Tornou-se um centro asiático de formação de missionários católicos e contribuiu significativamente na difusão do Catolicismo na China e em todo o Extremo Oriente.
Ponto de partida de missionários católicos para os diferentes países da Ásia Oriental, principalmente o Japão e a China, desenvolveu-se interligado com o próspero comércio Macau-Nagasaki no que ficou conhecido como Período Nanban. Em 1639, depois de uma revolta atribuída à influência religiosa, o catolicismo foi banido no Japão e os portugueses foram expulsos. O Colégio tornou-se então um refúgio para os sacerdotes em fuga. Os Jesuítas abandonaram-no em 1762 quando foram expulsos pelas autoridades portuguesas, durante a supressão da Companhia de Jesus. Em 1835 os edifícios foram destruídos por um incêndio. Da Igreja, restou a imponente fachada de granito e uma escadaria monumental, mas pouco do colégio.